# Tharsis

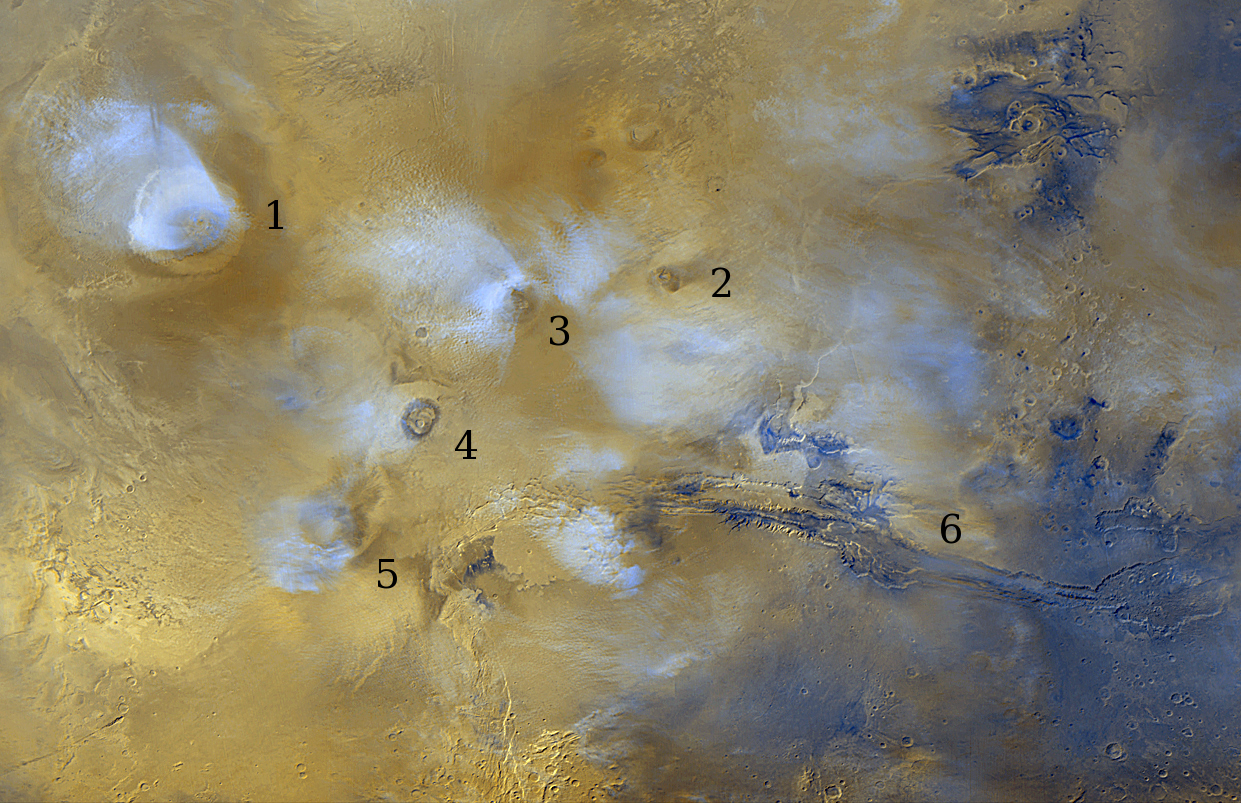
Mapa regionu Tharsis:
1. Olympus Mons
2. Tharsis Tholus
3. Ascraeus Mons
4. Pavonis Mons
5. Arsia Mons
6. Valles Marineris

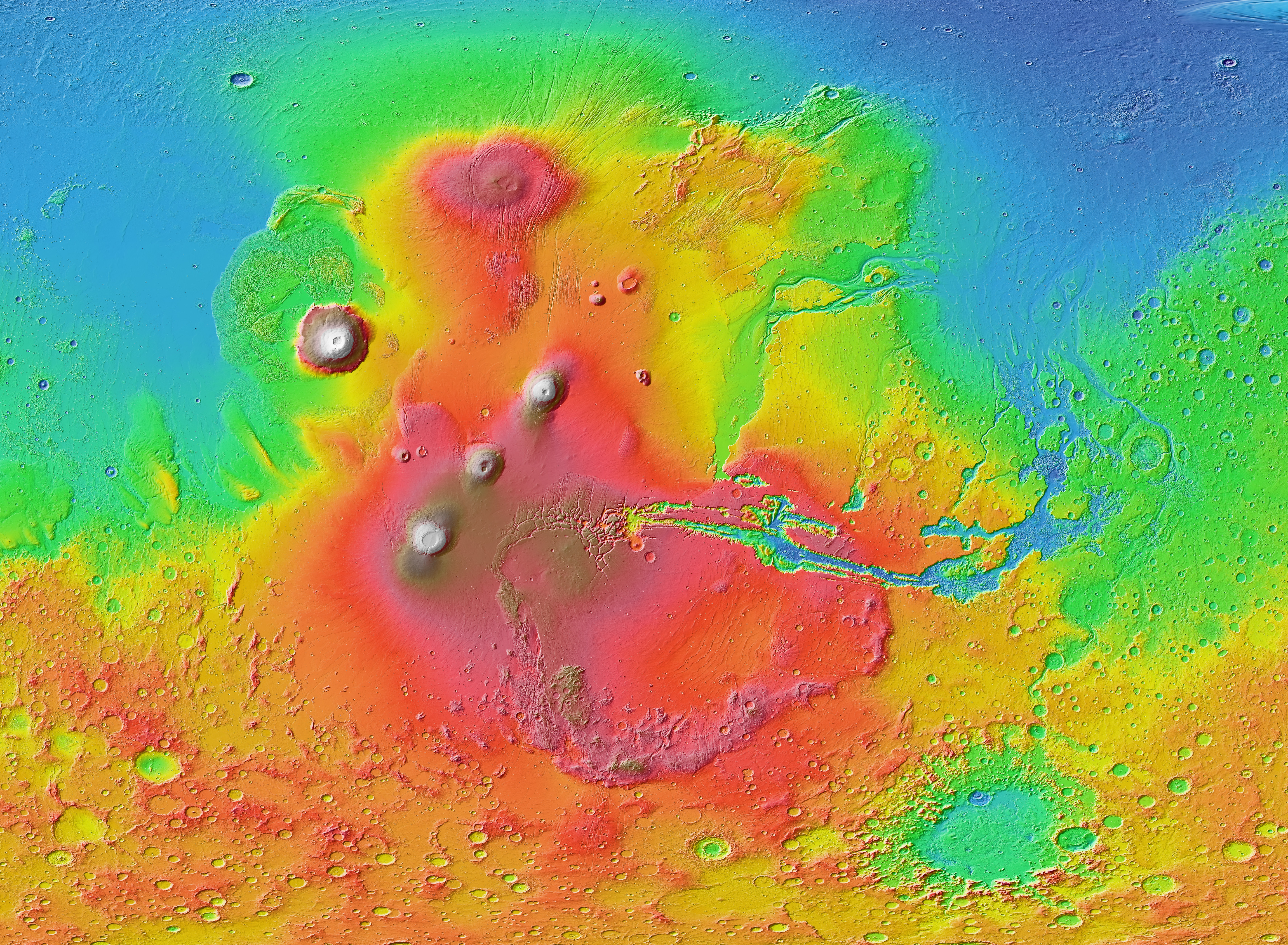
Topografia wyżyny Tharsis i przylegających obszarów

Tharsis – wyżyna wulkaniczna na Marsie, przy zachodnim krańcu Valles Marineris. Jest to największa formacja tego typu na planecie. W regionie Tharsis znajdują się olbrzymie wulkany tarczowe, największe góry w Układzie Słonecznym.
W północno-zachodniej części Tharsis zlokalizowana jest najwyższa góra planety, Olympus Mons (21 000 m nad poziom odniesienia), na północnym skraju wyżyny znajduje się względnie niski, lecz mający niemal równie dużą powierzchnię wulkan Alba Mons. W pobliżu centralnej części usytuowane są wulkany Arsia Mons, Pavonis Mons i Ascraeus Mons, tworzące pasmo Tharsis Montes.

## Geneza
Wyżyna Tharsis uformowała się prawdopodobnie ponad wznoszącym prądem konwekcyjnym w płaszczu Marsa, podobnie jak tworzą się wyspy i wulkany nad plamami gorąca na Ziemi. Mars nie posiada jednak tektoniki płyt, więc wypływ materii trwał stale w jednym obszarze, pozwalając marsjańskim wulkanom osiągnąć rozmiary niespotykane na Ziemi. Największy czynny wulkan Ziemi, Mauna Loa na Hawajach ma objętość 10 000 mniejszą niż wyżyna Tharsis. Powstanie wyżyny Tharsis spowodowało zmianę rozkładu masy planety i doprowadziło do przesunięcia osi obrotu Marsa.
Obszar Tharsis uformował się w okresie noachijskim historii geologicznej Marsa, ponad 3,7 miliarda lat temu. Aktywność wulkaniczna trwała tu w okresie hesperyjskim i występowała także w okresie amazońskim, kiedy zanikła w innych częściach planety (z wyjątkiem wyżyny Elysium).